# Analog elektronik
Analog elektronik behandlar tidskontinuerliga signaler, till skillnad från digitalteknik som behandlar tidsdiskreta signaler.
Begreppen analog och analog elektronik kommer från 1930-talets analogimaskiner (där analogi är det grekiska ordet för liknande, överensstämmande). Även ordet operationsförstärkare härstammar från analogimaskiner (ibland kallade analoga datorer).

## Analoga signaler
En analog signal använder något attribut hos mediet för att förmedla signalens information. Till exempel använder en barometer vinkelpositionen hos en nål för att förmedla information om förändringar i atmosfärstryck. Elektriska signaler kan representera information genom att ändra sin spänning, ström, frekvens eller laddningsmängd. Information omvandlas från en fysikalisk form (såsom ljud, ljus, temperatur, tryck, position) till en elektrisk signal från en givare som omvandlar en typ av energi till en annan (som till exempel hos en mikrofon).
Signalerna har något värde från ett givet intervall och varje unikt signalvärde representerar olika nivåer av information. Varje förändring i signalen är meningsfull och varje nivå av signalen representerar ett tillstånd hos signalens källa. Antag till exempel att signalen används för att representera temperatur, där en volt representerar en grad Celsius. I ett sådant system skulle 10 volt representera 10 grader och 10,1 volt skulle representera 10,1 grader.
En annan metod för att förmedla en analog signal är att använda modulering. I detta fall förändras en bärvågssignals egenskaper: vid amplitudmodulering (AM) ändrar informationskällan amplituden hos en sinusformad spänningsvågform, vid frekvensmodulering (FM) ändrar källan frekvensen. Med andra tekniker, såsom fasmodulering, ändras bärvågssignalens fas.
Under en analog ljudinspelning påverkar luftens tryckvariationer en mikrofon, som skapar en motsvarande variation i den ström som passerar genom mikrofonen eller hos den spänning som ligger över mikrofonen.

## Differentialförstärkare

Differentialförstärkare

Många elektroniska enheter använder internt differentialförstärkare.
Utsignalen från en ideal differentialförstärkare ges av
{\displaystyle V_{\text{out}}=A_{\text{d}}(V_{\text{in}}^{+}-V_{\text{in}}^{-})}
där {\displaystyle V_{\text{in}}^{+}} och {\displaystyle V_{\text{in}}^{-}} är inmatningsspänningarna och  {\displaystyle A_{\text{d}}} är den differentiella förstärkningen.
I praktiken är förstärkningen för de två ingångarna olika, vilket till exempel innebär att om
{\displaystyle V_{\text{in}}^{+}} och {\displaystyle V_{\text{in}}^{-}} är lika, kommer utsignalen inte att vara noll som i det ideala fallet. Ett mer realistiskt uttryck för utsignalen från en differentiell förstärkare innehåller därför en andra term:
{\displaystyle V_{\text{out}}=A_{\text{d}}(V_{\text{in}}^{+}-V_{\text{in}}^{-})+A_{\text{c}}\left({\frac {V_{\text{in}}^{+}+V_{\text{in}}^{-}}{2}}\right)}
där {\displaystyle A_{\text{c}}} kallas common-mode-förstärkning (av spänningar som kommer in lika på båda ingångarna) hos förstärkaren.
Eftersom differtialförstärkare ofta används för att reducera brus eller offsetspänningar som förekommer hos båda insignalerna, är en låg common-mode-förstärkning vanligtvis önskvärd.

## PID-kretsar
Detta avsnitt behandlar grundläggande kretsar som används i bland annat PID-regulatorer. En PID-regulator modifierar en insignal på tre sätt: genom proportionell förstärkning (P), integrering (I) och derivering (D).

### Summator

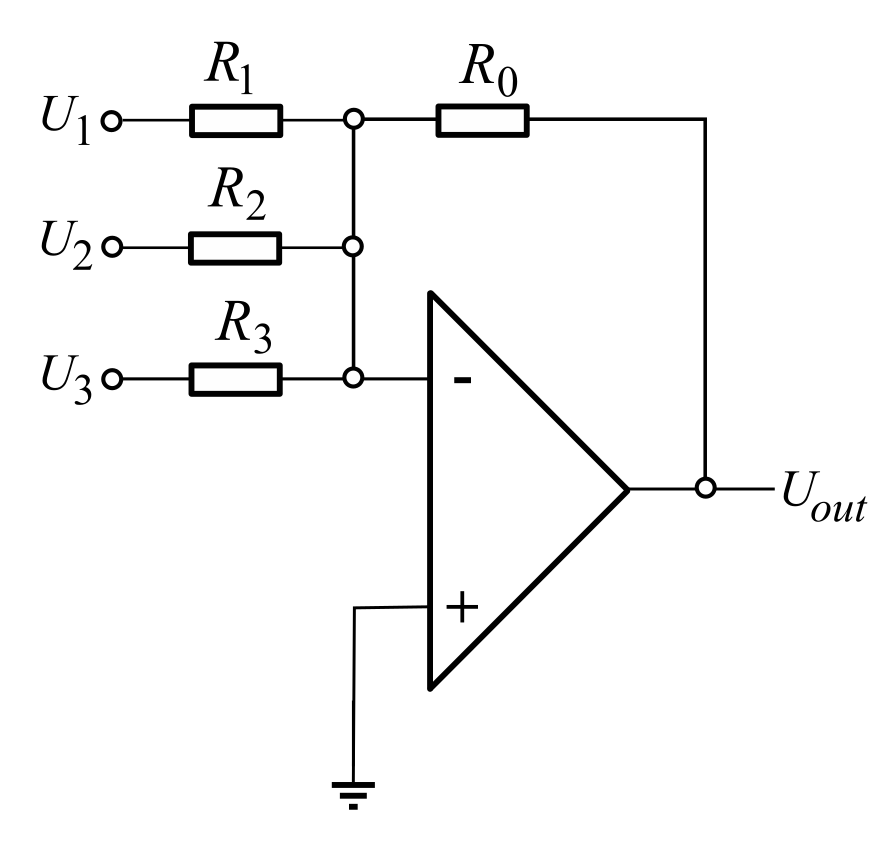
Summator med 3 insignaler

En summators utsignal är en viktad summa av ingångssignalerna U1...Un. Det går att variera insignalernas relativa påverkan genom att välja olika motstånd, R1...Rn, för ingångarna (se bild). Summeringen sker över en virtuell jord då förstärkarens positiva ingång är jordad, vilket eliminerar överhörning mellan insignalerna och varje signals bidrag kan beräknas som för en operationsförstärkare i inverterande koppling (se signalförstärkning). Den viktade utsignalen för n insignaler är
{\displaystyle U_{out}=-R_{0}\sum _{k=1}^{n}{\frac {U_{k}}{R_{k}}}}

### Integrator

Integrator

Integrerar (och inverterar) insignalen Vin(t) över ett tidsintervall t, t0 < t < t1, och ger en utspänning vid tiden t = t1 av
{\displaystyle V_{\text{out}}(t_{1})=V_{\text{out}}(t_{0})-{\frac {1}{RC}}\int _{t_{0}}^{t_{1}}V_{\text{in}}(t)\,\operatorname {d} t}
därVout(t0) representerar kretsens utspänning vid tidpunkten t =  t0, vilket är detsamma som att utspänningen ändras under tiden t0 < t < t1 med ett belopp proportionellt mot tidsintegralen av insignalens spänning:
{\displaystyle -{\frac {1}{RC}}\int _{t_{0}}^{t_{1}}V_{\text{in}}(t)\,\operatorname {d} t}
Kretsen kan ses som ett lågpassfilter med en enkel komplex pol vid 0 Hz.
I praktiska applikationer uppstår en betydande svårighet: om inte kondensatorn C urladdas periodiskt, kan spänningen komma att gradvis driva utanför operationsförstärkarens operativa område.
Orsaken till driften kan till exempel vara att insignalen Vin har en DC-komponent.
Något mer komplicerade kretsar kan eliminera detta problem, till exempel kan en resistor parallellkopplas med kondensatorn.

### Differentiator

Differentiator

En differentiatorkrets består av en operationsförstärkare, en resistor och en kondensator använd på ingångssidan. Kretsen bygger på kondensatorns samband mellan ström och spänning:
{\displaystyle I=C{\frac {dV}{dt}}}
där I är strömmen genom kondensatorn, C är kondensatorns kapacitans och V är spänningen över kondensatorn. Strömmen genom kondensatorn är proportionell mot spänningens derivata. Denna ström kan sedan förbindas med en resistor vilken ger relationen mellan ström och spänning:
{\displaystyle I={\frac {V}{R}}}
där R är resistorns resistans.
Operationsförstärkarens ingång har en mycket hög impedans, vilket gör att hela insignalströmmen måste passera R.
Om Vout är spänningen över resistorn och Vin är spänningen över kondensatorn, går det att arrangera om dessa två ekvationer till
{\displaystyle V_{\text{out}}=-{R}{C}{\frac {dV_{\text{in}}}{dt}}}
Två saker kan noteras:
- Utsignalen är proportionell mot insignalens tidsderivata; förstärkaren fungerar som en differentiator
- Ekvationen ovan är oberoende av signalens frekvens

Således, under ideala omständigheter, är spänningen över resistorn proportionell mot derivatan av spänningen över kondensatorn med förstärkningsfaktorn RC.

## Begränsare

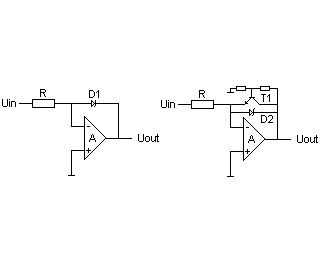
Två olika typer av begränsare (limiters).

Begränsare (eng. limiters) används exempelvis då en analog ingångssignal ska anpassas till digitala nivåer såsom TTL. Den vänstra begränsaren utgörs av en enkel zenerdiod (D1) som till exempel kan vara på 4,7 V vilket då skulle ge en digital signal motsvarande -0,7 V till +4,7 V. Observera att kopplingen innehåller en förstärkning då zenerdioden är högimpediv till dess den börjar leda vilket innebär att ingången inte behöver vara speciellt stor för att generera TTL-nivåer ut. Nackdelen med denna koppling är att zenerdioden är kapacitiv och därmed långsam. Enligt källitteraturen fungerar den bara upp till nåt hundratal Hertz. Den högra begränsaren löser problemet genom att i stället utnyttja en snabb nivåskiftare eller Vbe-multiplier realiserad med hjälp av T1. D2 kan här även vara en snabbare Schottkydiod vilket samtidigt begränsar det negativa svinget till typiskt -0,3 V. Källitteraturen påstår att denna begränsare fungerar upp till över 100 kHz.

## OP med enkel matningsspänning

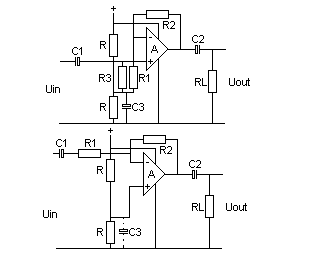
Två olika typer av AC-förstärkare med enkel matningsspänning. Den övre är en icke-inverterande förstärkare, den nedre en inverterande förstärkare.

Principen för att kunna använda operationsförstärkare vid enkel matningsspänning är egentligen väldigt enkel. Det viktigaste är att man lyfter operationsförstärkarens DC-arbetsområde genom att helt enkelt spänningsdela med de två R-motstånden och på så sätt tillföra en konstgjord nolla i form av halva drivspänningen på referensingången, det vill säga plusingången. Vad man sedan bara måste tänka på är att referensnivån inte längre är noll volt utan halva matningsspänningen. Detta får till följd att DC-blockerande kondensatorer (C1 och C2) måste användas. Detta får i sin tur till följd att förstärkarna bara kan förstärka AC-signaler (detta är dock inte helt sant för om matningsspänningen är galvaniskt skild från inkommande och utgående enheter kan den konstgjorda nollan användas som den är. Då behövs inte kondensatorerna och man kan således förstärka även DC. Den enda begränsningen är att utgången inte kan dra eller sänka speciellt mycket ström genom den konstgjorda nollan, men det kan kringgås.
Det bör sägas lite om kondensatorn C3. Enligt källitteraturen ska återkopplingsslingan (R1 - R2) ha en separat kondensator och eventuellt en extra kondensator över spänningsdelningen (men bara om matningen är dåligt reglerad). Den övre förstärkarens funktion har dock verifierats ok för såsom den är ritad. I fallet inverterande koppling, det vill säga den nedre kopplingen, behövs C3 bara om matningen är dåligt reglerad. I övrigt vet vi ju att matningsvariationer annars undertrycks av operationsförstärkarens PSRR.
Kondensatorerna C1 och C2 väljes på följande sätt. Säg att man är intresserad av att bygga en bra AF-förstärkare. Eftersom de blir av karaktären högpassfilter noterar man att lägsta intressanta frekvens är 20 Hz. Man kan emellertid visa att när det gäller enkla RC-länkar så påverkas polen eller nollstället bara med 0,5 dB om brytfrekvensen ligger en halv dekad (det vill säga cirka 3 ggr) ifrån önskad frekvens. Man väljer alltså 7 Hz som nedre gränsfrekvens och designar enligt
{\displaystyle C={\frac {1}{2\pi f_{o}R}}={\frac {1}{2\pi 7R}}}
där R är R3, R1respektive RL.

## Basala spänningsregleringskretsar
Spänningsreglering kan ske på många olika sätt, bland annat linjärt eller switchat. När det gäller switchade spänningsregulatorer är det egentligen en hel vetenskap för sig och de har blomstrat de senaste åren på grund av att snabba transistorer blivit tillgängliga och för att de är billiga att tillverka. Fördelen med switchade spänningsregulatorer är att de har högre verkningsgrad då förlusterna mer eller mindre enbart beror på hur snabba transistorerna är. De väger dessutom mindre då de eliminerar behovet av att använda transformator (med dito bland annat kopparförluster).

### Linjär spänningsregulator

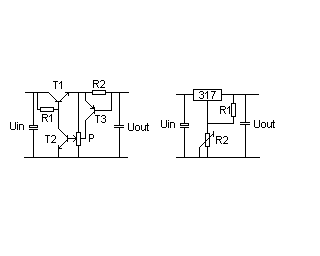
Två varianter av linjär spänningsregulator.

Spänningsregulatorer kan realiseras diskret med hjälp av transistorer och eller med hjälp av en integrerad krets (LM317). Dessa kretsar är utåt sett väldigt lika men har naturligtvis helt olika arkitektur. LM317 bygger exempelvis på en stabil referensspänning på 1,25 V som den kan förstärka enligt
{\displaystyle U_{out}=1,25{\text{V}}\left(1+{\frac {R_{2}}{R_{1}}}\right)}
Den diskreta bygger på sätt och vis också på en referensspänning. Dock inte lika stabil. Den utnyttjar nämligen en Vbe-multiplier (T2) för att reglera spänningen med hjälp av en potentiometer, P.
Båda kretslösningarna har överströmsskydd (LM317 har även termiskt skydd). Överströmsskyddet hos den diskreta kretsen består i PNP-transistorn T3 som börjar leda när spänningen (på grund av utströmmen) över R2 blir typiskt 0,7 V. När detta händer kopplas kvarvarande ström ner till basen på T2 som bottnar och drar effektivt utgången till 0 V. T1 är med fördel en Darlingtontransistor för det gör att R1 inte behöver vara så litet (för stor ström ut).
För negativ spänningsreglering kan man använda LM337.

### Switchad spänningsregulator

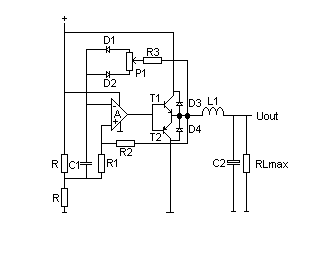
En tänkbar realisering av en switchad spänningsregulator.

Principen för en switchad spänningsregulator är egentligen en astabil multivibrator med varierbart pulsbreddsförhållande. Potentiometern P1 reglerar alltså pulsbreddsförhållandet med hjälp av dioderna D1 och D2. T1 och T2 är komplementära effekttransistorer som skyddas, med hjälp av D3 och D4, mot induktiva spikar från spolen L1 då den switchas av och på. RLmax är ett lagom stort motstånd som reaktansen hos L1 behöver vara större än. Reaktansen hos kondensatorn C2 behöver samtidigt vara mindre än minsta tänkbara last. Detta gör nämligen så att utkommande fyrkantsvåg medelvärdesbildas till likström.
Eftersom vi kan switcha på ganska hög frekvens (lämpligen högre än det hörbara) så blir de medelvärdesbildande komponenterna små. Speciellt om man betänker fouriertransformen av en ideal fyrkantvåg som ju innehåller udda övertoner i all oändlighet (dock är amplituden hos dessa övertoner snabbt avtagande vilket gör att man bör beräkna reaktansen hos komponenterna vid grundtonen ändå).

### Spänningsutökare

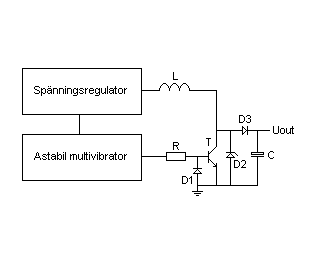
En spänningsutökare.

En spänningsutökare eller step-up converter består i grund och botten av en spänningsregulator och en astabil multivibrator som switchar en transistor av och på runt en spole, L, och en kondensator, C, samt några dioder. Dioden D1 är inte nödvändig för funktionen då den bara begränsar eventuell negativ inspänning. D2 däremot är en zenerdiod som begränsar den inducerade spänningen uppåt. D3 likriktar och ser därmed till så att 
transistorn, T, inte överbelastas när den switchas på.
Kretsen bygger på att i en spole induceras en emk, e, enligt:
{\displaystyle e=-L{\frac {di}{dt}}} Volt
där L är spolens induktans i Henry (eller Vs/A).
I lekmannatermer kan man se det som att spolen ogillar strömförändringar (di/dt) och reagerar med en motemk (e) som är proportionell mot hur snabbt strömmen ändrar sig. I det här fallet har vi att göra med tämligen snabba strömförändringar som mest begränsas av hur snabbt transistorn kan stänga av sig (tf) och naturligtvis av hur snabbt den är driven av den astabila multivibratorn. 

#### Exempel
Vi säger att avstängningstiden, tf, överväger och är på 100 nanosekunder. Om vi då har en spänningsregulator (eller en strömgenerator) som maximalt kan leverera 1 Ampere och en spole på säg 1 milliHenry får vi en inducerad emk (när vi stänger av kretsen) på 
{\displaystyle e=1mH*1A/100ns=10\ } kiloVolt

#### Härledning
Från Faradays lag har vi:
{\displaystyle V=-{\frac {d\Phi }{dt}}}Volt
där
{\displaystyle \Phi =\int _{S}B\,ds}Weber (eller Voltsekund)
Från Biot–Savarts lag har vi att flödestätheten, B, är proportionell mot strömmen, I, varför vi kan skriva:
{\displaystyle \Phi =LI\ }
Vilket gör att 
{\displaystyle V=-L{\frac {dI}{dt}}\quad V.S.V}

## Hybridkretsar
Detta avsnitt behandlar kretsar som används i analoga och digitala gränssnitt eller är både analoga och digitala.

### R-2R resistorstege (DAC)

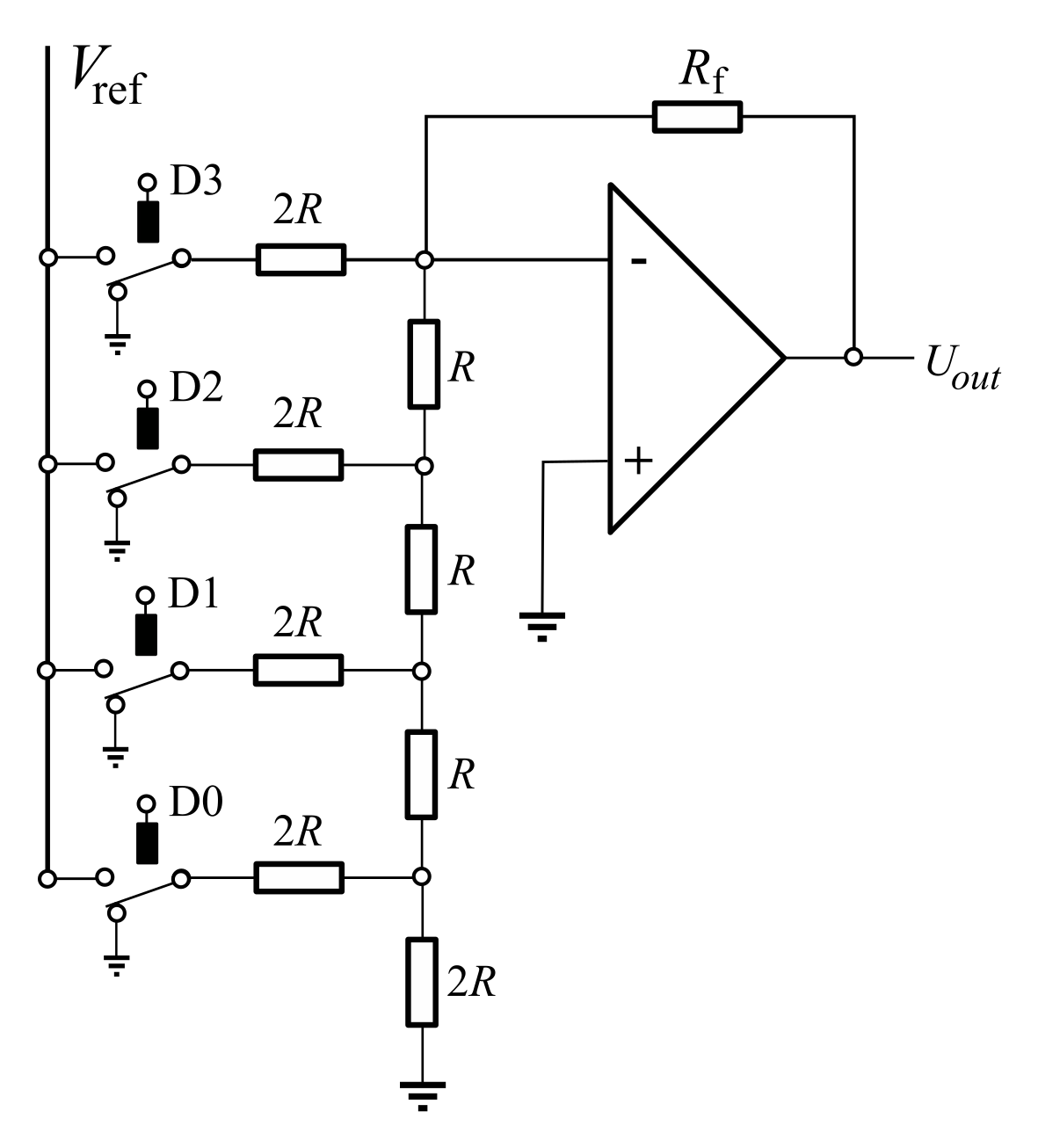
Figur 1. 4-bit R–2R resistorstege

Ett R–2R resistornätverk visas i figur 1. Bit D3 (den mest signifikanta biten, MSB) till  D0 (den minst signifikanta biten, LSB) drivs från logiska digitala utgångar. Idealt, är ingångarna varierade mellan V = 0 och V = Vref. R–2R nätverket orsakar att dessa bitar vägs i förhållande till deras bidrag till utsignalen Vout. Beroende på vilka bitar som är satta till 1 och vilka som är satta till 0, kommer utspänningen (Vout) att ha ett stegvärde mellan 0 och Vref minus värdet av det minsta steget, motsvarande bit 0. Det verkliga värdet på Vref (och spänningen för 1 bit) beror på den teknologi som används för att generera de digitala signalerna.
För ett digitalt värde VAL, för en R–2R DAC med N bits and 0 V/Vref logiska nivåer, är Vout
Vout = Vref × VAL / 2N.
Till exempel, om N = 5 (och således 2N = 32) och Vref = 3,3 V (typisk CMOS logik är 1 volt), då kommer Vout att variera mellan 0 volt (VAL = 0 = 000002) och det maximala värdet (VAL = 31 = 111112):
max Vout = 3,3 × 31 / 25 = 3,196875 volt
med stegen (motsvarande VAL = 1 = 000012)
ΔVout = 3,3 × 1 / 32 = 0,103125 volt
R–2R-stegen är billig och relativt lätt att tillverka, då endast två resistorvärden krävs. Den är snabb och har en fix utgångsimpedans R. R–2R-stegen opererar som en följd av strömdelare vars utgångsnoggrannhet endast beror av hur väl varje resistor matchar de övriga. Små skillnader i noggrannhet för MSB-resistorerna kan leda till avvikelser som är av samma storlek (eller större) som bidraget från LSB-resistorerna. Detta kan leda till icke-monotont beteende vid övergångar med stora ändringar av bitmöstret, sådana som 011112 till 100002. Beroende på den använda typen av logiska kretselement, kan transienta "spikar" förekomma vid sådana övergångar även med ideala resistorvärden. Denna typ av DAC är begränsad till ett fåtal bitar. Trots att integrerade kretsar kan ha upp till 14 bitar eller till och med fler, är 8 bitar eller färre mera typiskt.

### Flash converter

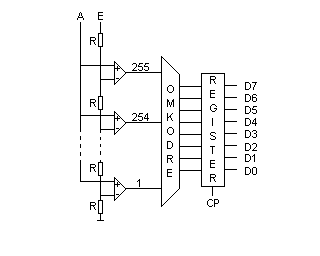
En Flash converter.

En "Flash converter" är en extremt snabb analog till digital-omvandlare, A/D-omvandlare. För åtta bitars omvandling består den av hela 255 diskreta komparatorer som alltså ligger och känner av om insignalen är över eller under ett visst värde som bestäms av resistorerna R. Värdet omvandlas sedan med hjälp av en omkodare till binärkod. Ett register sparar värdet till dess man önskar ett nytt (vanligtvis nästa positiva flank hos klockpulsen CP). E representerar önskat omvandlingsområde såsom till exempel 5 V. A är den analoga insignalen.

### POR (Power-On-Reset)

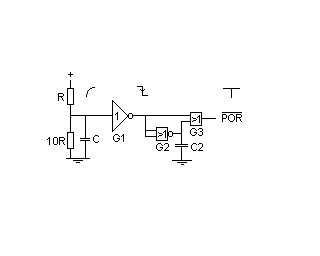
En POR-krets.

Kretsar liknande POR-kretsen användes bland annat i processorer för att säkerställa att start vid spänningspåslag sker på rätt ställe i programminnet eller hårddisken. Speciellt måste programräknaren (PC) sättas till rätt adress (resetvektorn) när datorn slås på, annars går operativsystemet vilse.
POR-kretsen utgörs av ett enkelt RC-filter där kondensatorn C börjar laddas upp enligt
{\displaystyle U(t)=E(1-e^{-t/RC})\ }
när spänningen slås på (motståndet 10R finns där för att möjliggöra relativt snabba återstarter). Grinden G1 är en inverterare lämpligen med Schmittrigger-ingång som känner av när spänningen är typiskt halva drivspänningen och går då låg. Signalen går sedan in i en spikbildare vars utsignal kan användas som POR-signal.
För att undvika att spiken blir för liten rekommenderas att en kondensator, C2, monteras. Det har visat sig att HC-MOS ger en spik på cirka 1 µs vid 10 nF. Olastad grindfördröjning har nyligen[när?] uppmätts till cirka 10 ns vilket ger en teoretisk maxfrekvens för vår HC-MOS CPU på 50 MHz.

### Monostabil multivibrator

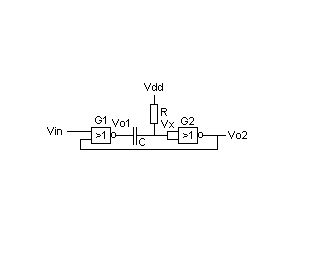
En enkel monostabil vippa eller multivibrator realiserad med hjälp av två NOR-grindar.

En monostabil vippa, mono-vippa eller multivibrator har bara ett stabilt tillstånd (vanligtvis låg). Om vi antar att Vo2 och Vin är låga så är Vo1 hög och kondensatorn oladdad. När sedan Vin går hög går Vo1 låg och uppladdning av kondensatorn C startar. Vx får utseendet:
{\displaystyle U(t)=U(0)(1-e^{-t/RC})\ }
där U(0)=Vdd.
För att härleda uttrycket för hur länge Vo2 är hög antar vi att omslag hos G2 sker vid tiden T och vi får:
{\displaystyle U(T)=V_{T}=Vdd(1-e^{-T/RC})\ } eller
{\displaystyle e^{-T/RC}={\frac {Vdd-V_{T}}{Vdd}}}
Tar vi logaritmen av båda sidor får vi:
{\displaystyle T=RC\ln {\frac {Vdd}{Vdd-V_{T}}}}
där VT normalt är Vdd/2 vilket resulterar i:
{\displaystyle T=RC\ln 2\ }

### Three-state

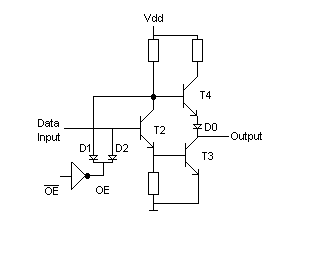
En inverterare med three-state-utgång.

Inverterare med så kallad three-state-utgång har ett tredje tillstånd, förutom hög och låg, som är hög impedans. Detta möjliggör nämligen att flera kretsar kan dela på samma buss och att man med en signal kallad OE (Output Enable) kan styra om kretsen ska lämna data eller vara passiv. För att kretsen ska kunna lämna data krävs att signalen OE är hög. När den är låg så leder nämligen D1 och D2 vilket får till följd att alla transistorer (T2-T4) stryps och utgången blir högimpediv. Styrsignalen skulle också kunna kallas CS (Chip Select) även om CS normalt innebär en adressarea där till exempel ett ROM är aktivt och kan läsas.